# Zbigniew Jąder
Zbigniew Jąder (ur. 23 października 1943 w Klonówcu) – polski żużlowiec i trener sportu żużlowego.

## Życiorys

### Życie prywatne
Starszy brat Bernarda Jądera, ojciec Pawła Jądera i wujek Macieja Jądera.

### Kariera sportowa
Sport żużlowy uprawiał w latach 1963–1980, reprezentując kluby Unii Leszno (1963–1976) i Stali Rzeszów (1977–1980). W 1975 r. zdobył brązowy medal Drużynowych Mistrzostw Polski. 
Dwukrotnie zdobył medale Młodzieżowych Indywidualnych Mistrzostwa Polski: złoty (Bydgoszcz 1967) oraz srebrny (Leszno 1968). W 1974 r. zwyciężył w Memoriale Alfreda Smoczyka w Lesznie, poza tym na podium tych rozgrywek stawał jeszcze trzykrotnie (II m. – 1968. III m. – 1971, 1973). W 1976 r. jedyny raz w karierze zakwalifikował się do finału Indywidualnych Mistrzostw Polski, zajmując w Gorzowie Wielkopolskim XIV miejsce. 

### Kariera trenerska
Po zakończeniu czynnej kariery żużlowej pracował jako trener m.in. w klubach w Lesznie, Gnieźnie, Rawiczu, Zielonej Górze oraz w Poznaniu.